# Максим Вершина
Максим Александрович Вершина (англ. Maxim Vershina), родился 7 октября 1977 года, Запорожье, Украина – украинский спортсмен, каскадер и актер.

## Биография
Максим родился в семье инженера Вершины Александра Ивановича и учителя Вершины Людмилы Григорьевны. С 1984 года учился в запорожской общеобразовательной школе №2 им Леси Украинки. После окончания школы в 1995 году поступил на инженерно-физический факультет ЗНТУ, который закончил в 2000 году по специальности инженер-механик. Женат, воспитывает сына.

## Спортивная карьера
Занятие спортом Максим начал в 1983 году в секциях дзюдо и самбо в спортивном клубе "Локомотив"(Запорожье), под руководством тренера Семёна Наумовича Цыбульского. С 1989 по 2000 Максим Вершина практиковал дзюдо в спортивной школе олимпийского резерва дзюдо и вольной борьбы "Трудовые резервы", но уже с новым тренером - Леонидом Ефимовичем Цыбульским. В 1990 начал заниматься Вовинам Вет Во Дао под руководством Юрия Александровича Гребешкова. В 1994 году продолжил занятия под руководством вьетнамского тренера профессора - Чонг Куан Ана, а с 1997 под руководством Президента Всемирной федерации Вовинам Вьет Во Дао Чанг Нгуен Дао. Изучал бокс, на протяжении 10 лет (1992-2002) под руководством Александра Николаевича Ярошенко в СК "Локомотив" (Запорожье).

## Достижения
- Двукратный чемпион СНГ по Вовинам Вьет Во Дао (Vovinam Viet Vo Dao)  1993-1994. (Украина);
- 1997 г. Чемпион Европы по Вовинам. 2 золотые медали в разделах поединок и шонг луен ( парные упражнения). (Франция,Париж);
- Чемпион Европы по Вовинам 1999. 2 золотые медали  и 1 бронзовая  в поединках и шонг луен, комплекс с шестом. (Франция. Лион);
- 1999 г. Чемпион мира по фул-контакт карате. (Армения);
- 2000 г. Победитель международного турнира по боям без правил. (Латвия);
- 2000 г. Чемпион Украины по Ушу Саньда;
- 2000 г. Чемпион Европы по Ушу Саньда. (Нидерланды);
- 2001 г. Бронзовый призер на чемпионате мира по Ушу Саньда среди профессионалов (Италия);
- 2001 г. Чемпион Украины по Ушу Саньда;
- 2001 г. Интерконтинентальный чемпион по карате фул-контакт. (Армения);
- 2002 г. Завоевал серебряную медаль чемпионата мира по Вовинам Вьет Во Дао. (Франция. Париж);
- 2002 г. Чемпион Украины по Ушу саньда;
- 2005 г. Чемпион Европы по Вовинам Вьет Во Дао (Бельгия. Брюссель);
- 2006 г. Чемпион мира по Вовинам Вьет Во Дао (Алжир);
- 2008 г. Чемпион Европы по Вовинам Вьет Во Дао (Франция, Бордо);
- 2009 г. Чемпион Мира по Вовинам Вьет Во Дао ( Федерация WVVD) ( Вьетнам, Хошимин);
- 2010 г. Чемпион Мира по Вовинам Вьет Во Дао (Германия, Дортмунд);
- 2014 г. Чемпион Мира по Вовинам Вьет Во Дао ( БОРЬБА) (Франция. Париж);
- 2018 г. Чемпион Мира по Вовинам Вьет Во Дао - 2 золотые медали (поединки,борьба) (Бельгия ,Брюссель);

Мастер спорта Украины международного класса по Ушу Саньда
Мастер спорта по Дзюдо
5й дан по Вовинам Вьет Во Дао

## Карьера каскадера и актера
С 1998 года Максим Вершина работает каскадером в конном театре "Запорожские казаки". Специализация: джигитовка, конные трюки, фехтование.
Специальные навыки:
1. Владение единоборствами.
2. Постановка боевых сцен.
3. Владение различными видами оружия как холодного так и огнестрельного ( мечи, шпаги, сабли, шесты, ножи, нунчаки, тонфа, копье)
4. Джигитовка и конные трюки.
5. Падения с высоты, с коней, с машин.
6. Работа на речете, хендпуле.
7. Горения.
8. Вождение транспортных средств, как наземных так и водных.
9. Альпинистская подготовка.
10. Плавание
11. Стрельба из лука

## Актер
С 2010 года принимает активное участие в кинопроектах как каскадёр, актёр, постановщик боевых сцен в конкурсном и профессиональном кино:
- "Козацкі байки", "Козак та смерть" Реж. Антон Жадько роль разбойника, постановщик боевых сцен;
- 2019 - «Легионы» Польша Реж. Дариуш Гаевский, роль есаула.
- 2018 - «Король Данило» реж. Тарас Химич[укр.], роль монаха Устима и около 15 каскадерских ролей,постановщик боевых сцен.
- «Червоный 2» реж. Заза Буадзе, роль офицера и солдат.
- «Мати Апостолів. Поверненя» реж.Заза Буадзе. роли боевиков.
- 2020 - «Крепость Хаджибей» режиссера Константина Коновалова[укр.] по сценарию Евгения Тимошенко и Константина Коновалова  "Крепость Хаджибей" роль адъютанта.
- «Ураган» режиссера Антона Жадько. Главная роль казака Урагана (Буревія).